# Aviva Semadar

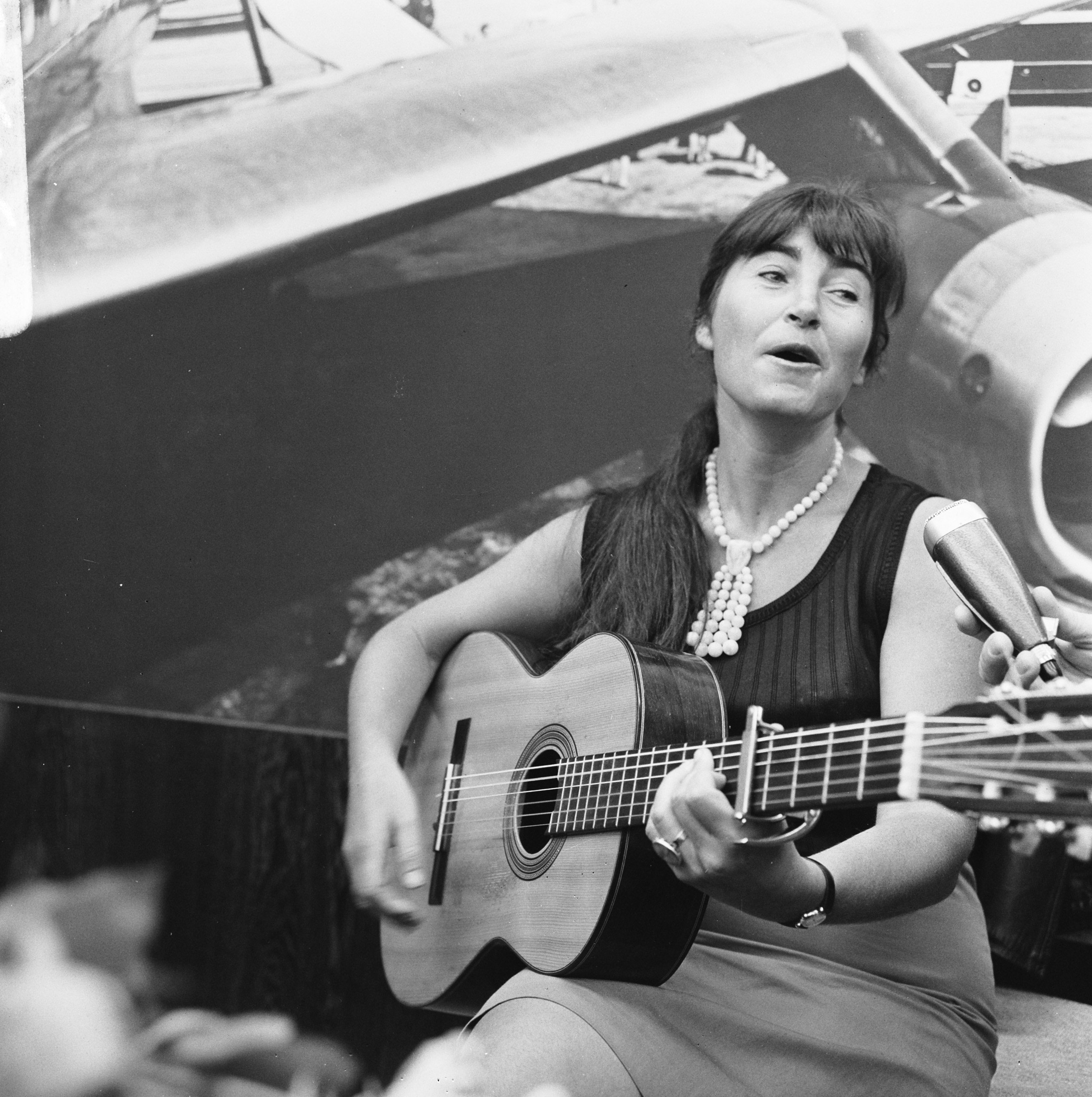
Aviva Semadar (1966)

Aviva Semadar, hebräisch אביבה סמדר (geboren 20. März 1935 in Tel Aviv, Britisches Mandatsgebiet Palästina; gestorben 18. März 2025), war eine israelische Folklore- und Chanson-Sängerin, die von 1963 an vor allem im Ausland (Portugal, Niederlande, USA, Deutschland u. a.) in Solokonzerten und auf Festivals in Erscheinung trat und von 1973 bis 2003 freie Mitarbeiterin des Westdeutschen Rundfunks in Köln war.

## Herkunft und Laufbahn
Die Familie von Semadars Mutter, Sarah Jaffe, stammte aus Minsk und hatte sich zu Beginn des 19. Jahrhunderts in Palästina angesiedelt. Ihr gehörten Lehrer und Kantoren an, die hier an der geistigen und kulturellen Renaissance des Judentums in der Moderne sowie an der Wiederbelebung der hebräischen Sprache mitwirkten. Semadars Vater, Nachum, wanderte 1925/26 von Wilna nach Palästina ein und machte seine Tochter mit der Kultur des Ostjudentums, der jiddischen Sprache und jiddischem Liedgut vertraut. Semadar studierte Bibel, Literatur und Geschichte am Levinsky-Lehrerseminar in Tel Aviv und ließ sich vier Jahre zur Koloratursopranistin ausbilden. Im Jahr 1955 legte sie ihr Lehrerexamen ab und unterrichtete nach einem zweijährigen Wehrdienst bei der israelischen Luftwaffe an mehreren Schulen. In dieser Zeit begann sie Lieder zu sammeln und sich ein Gesangsrepertoire zusammenzustellen, das ihre kräftige metallisch-klare Stimme zur Geltung bringt. Es bestand zunächst vor allem aus hebräischen und jiddischen Volksweisen sowie liturgischen Gesängen, die sie ihr Großvater, David Jaffe, lehrte, der Vorsänger in einer Synagoge war.
Anfang der 1960er Jahre ließ sich Semadar vom Schuldienst beurlauben und nutzte ein zunächst dem Spracherwerb gewidmetes Reisestipendium zum Studium volkstümlicher Musiktraditionen in Europa. Sie hielt sich in Lissabon auf, um bei verschiedenen Fadistas die Gesangskunst des Fado und bei dem Gitarristen und Gitarrenbauer José Duarte Costa das Gitarrespiel zu erlernen. Es folgten Flamencokurse (Gesang und Gitarre, u. a. bei Paquito Simón) in Spanien, ein Seminar bei einem Schweizer Jodellehrer und sieben Monate Unterricht bei der Gesangslehrerin Viktoria Prestel in München. Daneben trat Semadar in Studentenklubs und kleinen Lokalen auf. Nach vier Jahren kehrte sie nach Israel zurück, wo sie einige Hörfunkauftritte hatte und in einem von der Presse positiv besprochenen Solokonzert in Tel Aviv sang. 1964 erschienen erste Schallplattenaufnahmen Semadars in den Niederlanden und Israel. Eine Karriere ergab sich in ihrem Heimatland daraus nicht. In einer israelischen Tageszeitung wird sie 1969, ungeachtet erster bemerkenswerter Auftritte im Ausland, erneut als unbekannte Nachwuchskünstlerin vorgestellt, deren Abwesenheit aus Israel kritisch gewürdigt wird.
Ihr Fernsehdebüt gab Semadar am 10. August 1963 in den Niederlanden, gefolgt von einer mehrwöchigen Konzertreihe in dem Amsterdamer Kleinkunsttheater Hypokriterion und weiteren Auftritten in mehreren niederländischen Städten. Am 2. Dezember 1963 sang sie in Anwesenheit der niederländischen Kronprinzessin und späteren Königin Beatrix zehn Volkslieder aus verschiedenen Ländern in der Gala-Veranstaltung Europa 1. 2. 3. im Kongresszentrum RAI in Amsterdam. Am 7. Mai 1964 wirkte sie vor 5000 Zuschauern als Solistin an einem Liederabend der Gospelsängerin Mahalia Jackson im Ahoy-Saal in Rotterdam mit. Daraufhin bot ihr Lou Mindling, der Impresario Jacksons, eine Zusammenarbeit an, und sie gab 1966 mit Jackson Konzerte in den USA. Auch Auftritte bei den Festivals in Edinburgh und Newport sowie auf Burg Waldeck (1965 und 1966) schlossen sich an. Erste Schallplatten mit Aufnahmen Semadars wurden im Jahr 1964 veröffentlicht.
Semadars erster Auftritt in Deutschland war ein Konzert in Aachen am 4. Juni 1964, und am 13. Juni 1964 erschien sie erstmals im deutschen Fernsehen, in der Regionalsendung Hier und heute im Westdeutschen Rundfunk. Ihren Lebensmittelpunkt verlegte Semadar später nach Köln, wo sie von 1973 an während drei Jahrzehnten freie Mitarbeiterin des WDR war und diverse Folkloresendungen im Hörfunk produzierte (Folklore rund um die Welt, Vom Bosporus bis Gibraltar u. a.). In den 1970er Jahren trat sie öfters mit Liedern aus ihrem Repertoire im deutschen Fernsehen auf (u. a. in dem Special Aviva Semadar singt neue Folklore, 30 Minuten, 1970) und gab Solokonzerte im Sendesaal des WDR (Matinee der Liedersänger u. a.) sowie einzelne Konzertabende an verschiedenen Bühnen und Veranstaltungsorten in Deutschland und Nachbarländern, etwa 1979 am Theater Bel Etage in Zürich, 1980 am Contra-Kreis-Theater in Bonn sowie 1984 an der Alten Oper Frankfurt und im Rahmen eines christlich-jüdischen Podiums auf dem Deutschen Katholikentag im Robert-Schumann-Saal in Düsseldorf.
Daneben komponierte Semadar einige Lieder, die sie öfters bei öffentlichen Auftritten und in ihren Hörfunksendungen vortrug; die Texte dazu schrieb die WDR-Mitarbeiterin Henriette Esser. Im Jahr 2003 endete Semadars Engagement beim WDR, und sie zog sich in den Ruhestand zurück. Eine letzte öffentliche Erwähnung findet sich 2010 in der israelischen Presse im Zusammenhang mit einem Golfturnier in Israel, an dem sie und Esser, ihre langjährige Freundin, teilgenommen hatten.
Semadars Repertoire bestand hauptsächlich aus Liedern auf Hebräisch, Jiddisch, Ladino (Djudeo-Espanyol), Portugiesisch, Deutsch und Russisch.
Im Frühjahr 2025 meldete eine Aviva Semadar gewidmete Webseite ihren Tod im Alter von fast 90 Jahren am 18. März 2025.

## Diskografie (Auswahl)

### Alben
- 1964: Af mila al ahava ve-od schloscha schirei ahava, Israel
- 1964: Vis à vis Aviva – Aviva Semadar sings Jewish and other folklore, Klangor
- 1970: Aviva Semadar singt Folklore, SMD Schallplatten
- 1978: Aviva Semadar live aus der Matinee der Liedersänger/WDR, Eulenspiegel
- 1983: Das Glück der Lieder, Polydor
- 1995: Aviva Semadar singt Folklore rund um die Welt, WDR/TMK

### Sampler
- 2008: Die Burg Waldeck Festivals 1964–1969: Chansons Folklore International, Bear Family Records (10 CDs mit mehreren Interpreten, darunter Franz Josef Degenhardt, Reinhard Mey, Dieter Süverkrüp, Hannes Wader, Franz Hohler, Odetta, Tangerine Dream)

### Singles
- 1972: Kinder der Erde (Guter Gott) / Regen, den ich mein’, SMD Schallplatten
- 1975: Das Karussell der Liebe / Das hab' ich vorher nicht gewusst, Supertone